# پلی‌گراف

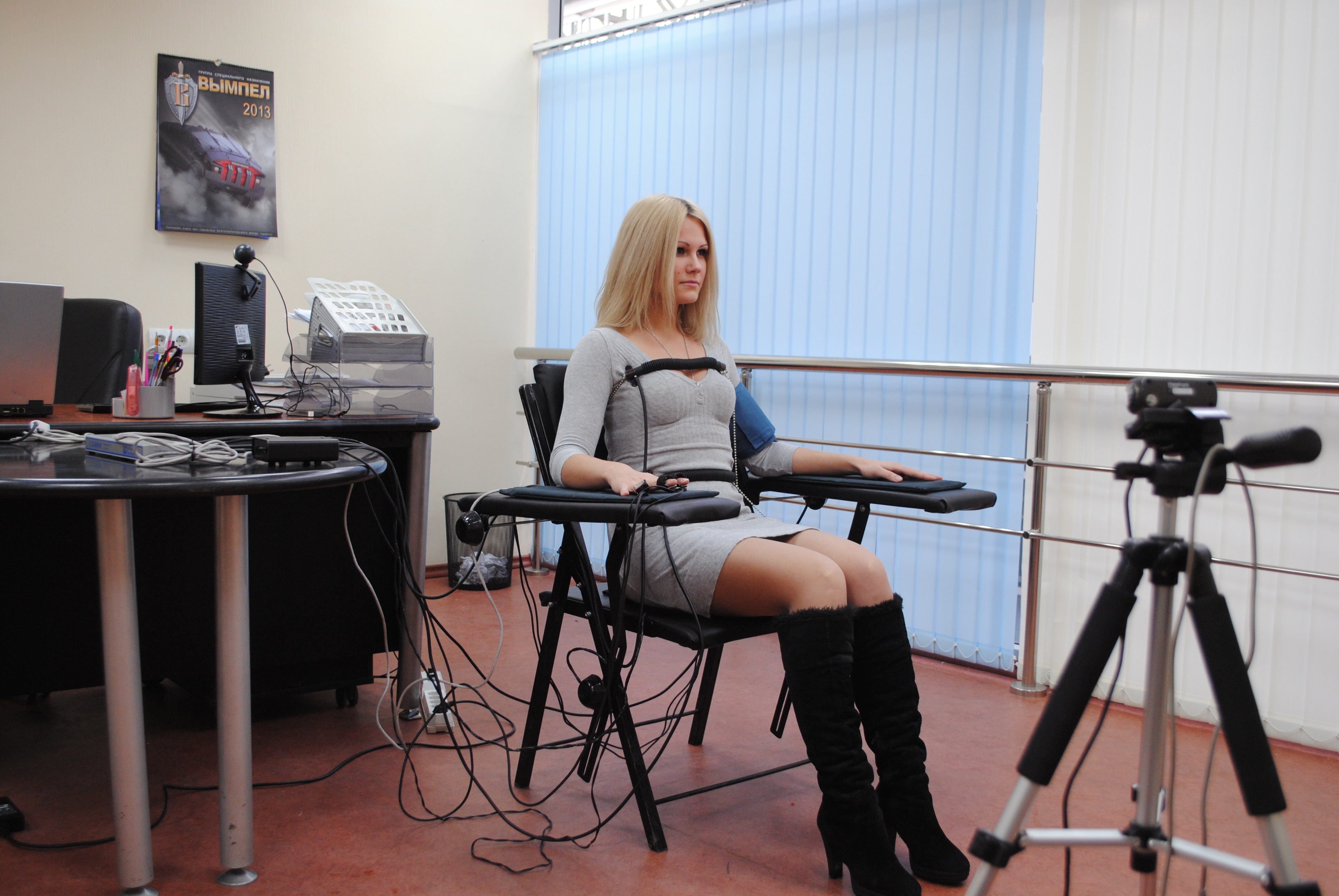
دستگاه پلی گراف در حال اندازه‌گیری و ثبت تأثیرات دروغ گفتن و اضطراب از طریق علایم فیزیکی

پُلی‌گِراف (به انگلیسی: Polygraph) که عموماً به اشتباه «دروغ‌سنج» خوانده می‌شود، دستگاه یا روشی است که چندین شاخص فیزیولوژیک فرد از جمله فشار خون، نبض، تنفس و فعالیت الکتریکی پوست را در حین پرسش و پاسخ از وی اندازه‌گیری و ضبط می‌کند. پلی‌گراف بر اساس این باور ساخته شده‌است که با در نظر گرفتن پاسخ‌های افراد به سوالات خنثی (سوالات کنترل) و سوالات اصلی دربارهٔ جنایت، می‌توان به راستی یا دروغ بودن پاسخ آن‌ها پی‌برد. متخصصان دروغ‌سنج عقیده دارند که فعالیت فیزیولوژیک انواع مختلفی دارد که به هنگام دروغ گفتن می‌توان آن‌ها را تشخیص داد. دروغ‌سنج علایم فیزیولوژیک ناشی از برانگیختگی را ثبت می‌کند. (مثلاً عرق‌کردن پوست، تغییر در تنفس و سرعت تپش قلب). بنابراین می‌توان نتیجه‌گیری کرد که دستگاه دروغ‌سنج، به جای سنجش دروغ، برانگیختگی را می‌سنجد. منتقدان می‌گویند که دروغ‌سنج معمولاً غلط عمل می‌کند و نمی‌تواند بین دروغ‌گویی و برانگیختگی عمومی تمایز قائل شود (برانگیختگی عمومی ممکن است در اثر اضطراب یا احساس گناه به وجود بیاید). بسیاری از افراد بی‌گناه به سوالات مطرح شده واکنش شدیدی نشان داده که این شاید به خاطر ترس از در معرض اتهام قرار گرفتن باشد. منتقدان می‌گویند که بعضی (شاید بسیاری) از مردم به ویژه دروغ‌گوهای حرفه‌ای می‌توانند دروغ گفته بدون آنکه واکنش فیزیکی آشکاری نشان دهند. دروغ‌سنج‌ها می‌توانند نشان دهند که فرد دروغ می‌گوید اما نمی‌توانند معیارهای علمی را برآورده کند. در حال حاضر اسکنر مادون قرمز، تکنیک دیگری برای یافتن دروغ‌گوها است که به تدریج در حال تکمیل شدن است. تحقیقات اولیه نشان می‌دهد که اسکن از چهره با اشعهٔ مادون قرمز در یافتن دروغ‌گویی به اندازهٔ پلی‌گراف‌ها قابل اعتماد است. بعضی فنون دیگر به جای روش‌های قدیمی (اندازه‌گیری علایم غیر مستقیم برانگیختگی هیجانی) مستقیماً به مغز نگاه می‌کنند؛ مثلاً به عقیدهٔ دانیل لنگلین و همکارانش، افراد دروغ‌گو، باید جلوی راست‌گویی را بگیرند تا بتوانند دروغ بگویند؛ بنابراین برای دروغ‌گویی باید مناطق بیشتری در مغز فعال شوند. پلی‌گراف در سال ۱۹۲۱ میلادی توسط جان آگوستوس لارسن، دانشجوی پزشکی در دانشگاه کالیفرنیا، برکلی اختراع شد.
پلی‌گراف در فهرست بزرگ‌ترین اختراعات دانشنامه بریتانیکا که در سال ۲۰۰۳ میلادی منتشر شد قرار دارد.